# Santa María de la Vega
Santa María de la Vega község Spanyolországban,  Zamora tartományban. Santa María de la Vega Morales de Rey községgel határos. Lakosainak száma 290 fő (2024).

## Népesség
A település népessége az utóbbi években az alábbiak szerint változott:
| Lakosok száma | 492  | 475  | 430  | 410  | 370  | 350  | 328  | 311  | 286  | 290  |
|               | 2001 | 2004 | 2007 | 2009 | 2012 | 2014 | 2017 | 2019 | 2022 | 2024 |